# Tamayo (Valencia)
Tamayo es una aldea despoblada del municipio de Venta del Moro, en la provincia de Valencia (España). 

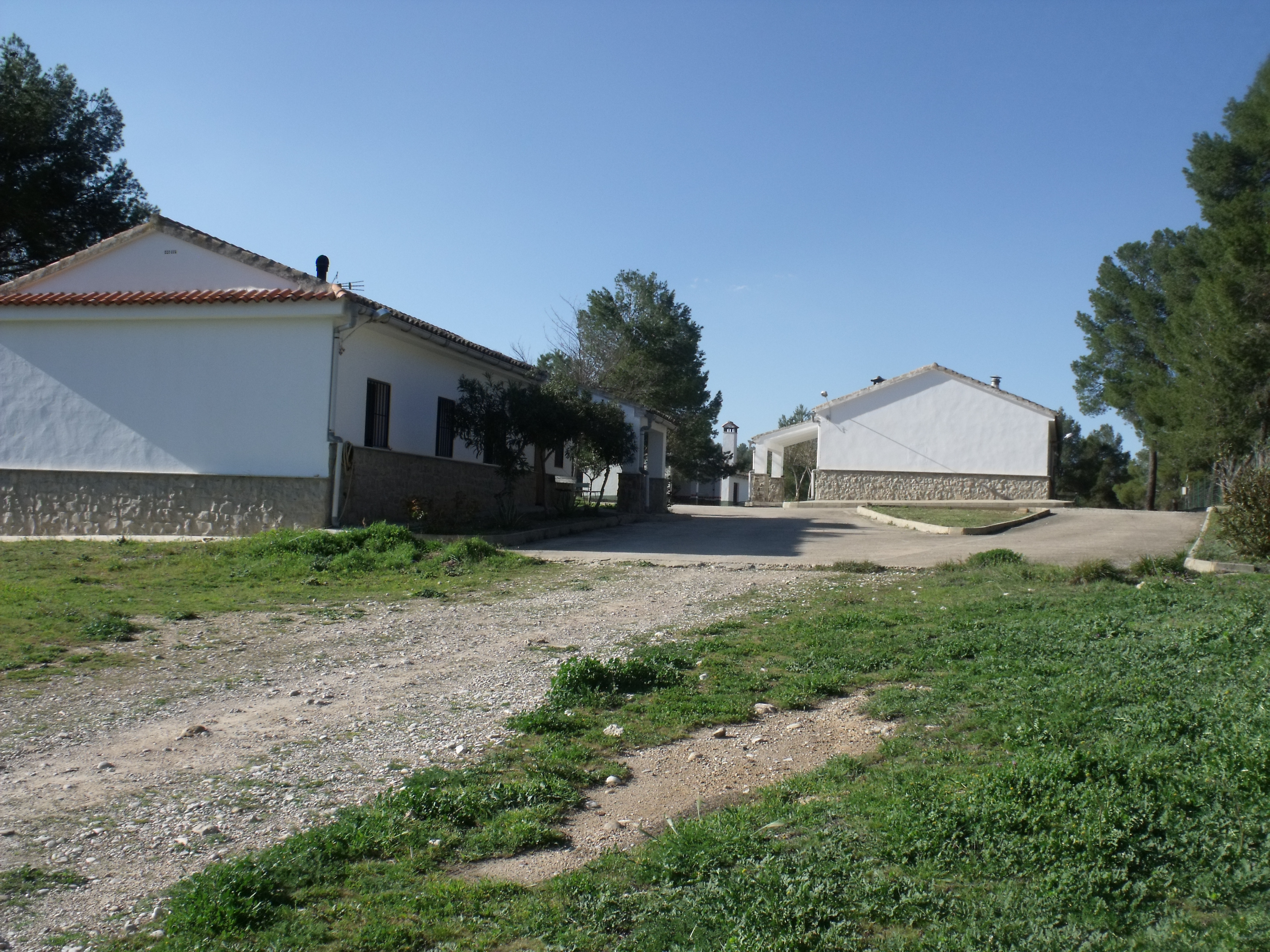

Situada a la orilla del río Cabriel, que sirve de límite natural entre las provincias de Albacete y Valencia, Tamayo ha sido históricamente un punto de paso del río. La zona se ha caracterizado tradicionalmente por explotación de pequeñas huertas en la vega del río. En la actualidad destaca en el lugar la presencia del centenario platanero de Tamayo.
- Datos: Q4450766